# 2016年夏季奥林匹克运动会中国自行车队
参加2016年夏季奥林匹克运动会的中国自行车队一行共计21人（不含兼任领队），其中运动员12人，官员与工作人员9人，领队蔡家东兼任。上屆奧運中國未取得奖牌。

## 人员构成
- 运动员（12人）：
  - 男子（5人）：
  - 女子（7人）：宫金杰、钟天使

- 官员及工作人员（不含兼任共计9人）：
  - 領队：蔡家东（兼任）
  - 教练员（6人）：周广科、莫雷龙、刘宏、吴述成、王永庆、李富玉
  - 医生：张志伟，其他管理人员：蒋国锋、宋翔